# Maugansville, Maryland
Maugansville, Maryland (енгл. Maugansville) насељено је место без административног статуса у америчкој савезној држави Мериленд.

## Демографија
По попису из 2010. године број становника је 3.071, што је 776 (33,8%) становника више него 2000. године.
| Група             | 2000.         | 2010.         |
| Белци             | 2.221 (96,8%) | 2.701 (88,0%) |
| Афроамериканци    | 12 (0,5%)     | 170 (5,5%)    |
| Азијати           | 17 (0,7%)     | 52 (1,7%)     |
| Хиспаноамериканци | 24 (1,0%)     | 90 (2,9%)     |
| Укупно            | 2.295         | 3.071         |